# Bryna Kra
Bryna R. Kra (Boston, 6 de outubro de 1966) é uma matemática estadunidense.
Bryna Kra é filha do matemático Irwin Kra. Estudou na Universidade Harvard (bacharelado em 1988) com um doutorado em 1995 na Universidade Stanford, orientada por Yitzhak Katznelson, com a tese Commutative groups of diffeomorphisms of the circle. Esteve depois na Universidade Hebraica de Jerusalém, na Universidade de Michigan, no Institut des Hautes Études Scientifiques (IHES) e na Universidade Estadual de Ohio, antes de ser professora assistente na Universidade Estadual da Pensilvânia. Em 2004 foi  professora da Northwestern University.
Recebeu o Prêmio Levi L. Conant de 2010 pelo artigo The Green-Tao Theorem on arithmetic progressions in the primes: an ergodic point of view sobre o teorema de Terence Tao e Ben Green sobre séries aritméticas em números primos. Foi palestrante convidada do Congresso Internacional de Matemáticos em Madrid (2006: From Combinatorics to ergodic theory and back again. Em 2016 foi eleita membro da Academia de Artes e Ciências dos Estados Unidos. Para 2019 foi selecionada pela Association for Women in Mathematics como Noether Lecturer.